# 长萼蔓延香草
长萼蔓延香草（学名：Lysimachia trichopoda var. sarmentosa）为报春花科珍珠菜属蔓延香草的变种。分布于中国大陆的云南等地，生长于海拔1,900米至2,400米的地区，常生长在林下荫湿处，目前尚未由人工引种栽培。